# Pablo Larraz Dalmases
Pablo Larraz Dalmases (Jaca, 29 d'octubre de 1979) és un pianista i tenor, director també de diversos cors i pedagog musical.

## Biografia
Nascut a Jaca (Osca) el 1979, inicià els estudis musicals en aquesta mateixa ciutat obtenint el títol Professional de Piano al Conservatori de Sabiñánigo.
Es traslladà a Barcelona on estudià Magisteri Musical a la Universitat Autònoma de Barcelona i piano amb Carme Poch al Conservatori Municipal, on obtingué el Títol Superior de Piano l'any 2003. El seu interès per la música vocal el portà a formar part d'alguns cors destacats com la Coral Cantiga, la Coral La Fuga, corals infantils com Coloraines de l'Orfeó Gracienc, el Virolet (coral de la qual va ser director durant 4 anys), i Vozes de Al Ayre Español de Saragossa. També ha col·laborat amb el Cor de Cambra del Palau, Música Reservata, la Xantria o el Cor Francesc Valls de la Catedral de Barcelona, i el Coro Barroco de Andalucía a més de diversos grups de música antiga. Després d'uns anys dedicats a l'ensenyament a l'escola primària i cors infantils. També inicià estudis de direcció a la Federació Catalana d'Entitats Corals i els Lluïsos de Gràcia. I finalment accedí als estudis de direcció coral a l'ESMUC, on treballà amb Josep Vila i Casañas i Johan Duijck (també amb Simon Halsey), estudis que finalitzà el 2010.
Fou director del Cor Jove de l'Orfeó Gracienc (2005-2007), del Cor Diaula (2006-07) i de la coral Infantil el Virolet (2000–04). I ha dirigit el Cor de Cambra de la Diputació de Girona (des del 2008) i el Cor Jove del Conservatori de Girona (des del 2013). A més, des de l'any 2010 assistí com a director de l'Orfeó Català, i n'és el coordinador i responsable pedagògic de la formació vocal i musical que reben els seus cantaires. Igualment, és membre de l'equip tècnic de la Federació de Cors Joves de Catalunya. També ha dirigit la Coral Genciana de la Parròquia de Sant Miquel dels Sants (des de 2003), i ha assumit la direcció de la Coral Quodlibet de Molins de Rei i del Cor Albada de l’Agrupació Cor Madrigal, a més de ser preparador dels "Messíes participatius" de la Caixa.
La seva formació en el cant la va iniciar amb Esteve Gascón, Mireia Pintó, i Marta Cordomí; rebent puntualment classes de Marta Almajano i Lambert Climent i des de fa dos anys treballa amb la soprano Marta Matheu. Els darrers anys ha iniciat la seva carrera com a tenor solista, especialitzat en el repertori barroc. L'any 2014 va guanyar la Beca Bach amb la qual ha interpretat més d'una vintena de cantates de J. S. Bach, el rol d'Evangelista de l'Oratori de Nadal del mateix compositor i diversos oratoris i obres de Händel, Carissimi i Mozart, entre d'altres. Aquest darrer curs ha finalitzat els estudis superiors del Grau Superior de Cant Històric a l'ESMUC sota la tutela de Lambert Climent.
El 24 de març de 2022 s'anuncià que Pablo Larraz dirigiria l'Orfeó Català a partir del setembre d'aquell mateix any. Assumint llavors la direcció artística de l'Escola Coral i la direcció del Cor Jove. El fins llavors director de l'Orfeó Català, Simon Halsey, que deixaria el càrrec aquell mateix mes de setembre, seguiria vinculat a la institució com a director principal convidat i ambaixador dels cors. La subdirecció aniria a càrrec de Montse Meneses i el Cor Jove incorporaria Oriol castanyer com a codirector.
L'1 de juliol de 2025, Xavier Puig, director del Cor de Cambra del Palau de la Música Catalana, prendria el relleu a Pablo Larraz en la direcció titular de l'Orfeó Català. L'anunci, però ja s'havia fet públic el 4 de juliol de 2024, després que Pablo Larraz decidís finalitzar la seva etapa de director del cor al·legant motius personals, i la  Junta Directiva de l’Orfeó Català aprovés la decisió. Pablo Larraz continuaria com a director del Cor Jove i de l’Escola Coral, càrrecs que mantindria tot i deixar la direcció de l’Orfeó Català.